# Divini Cultus Sanctitatem

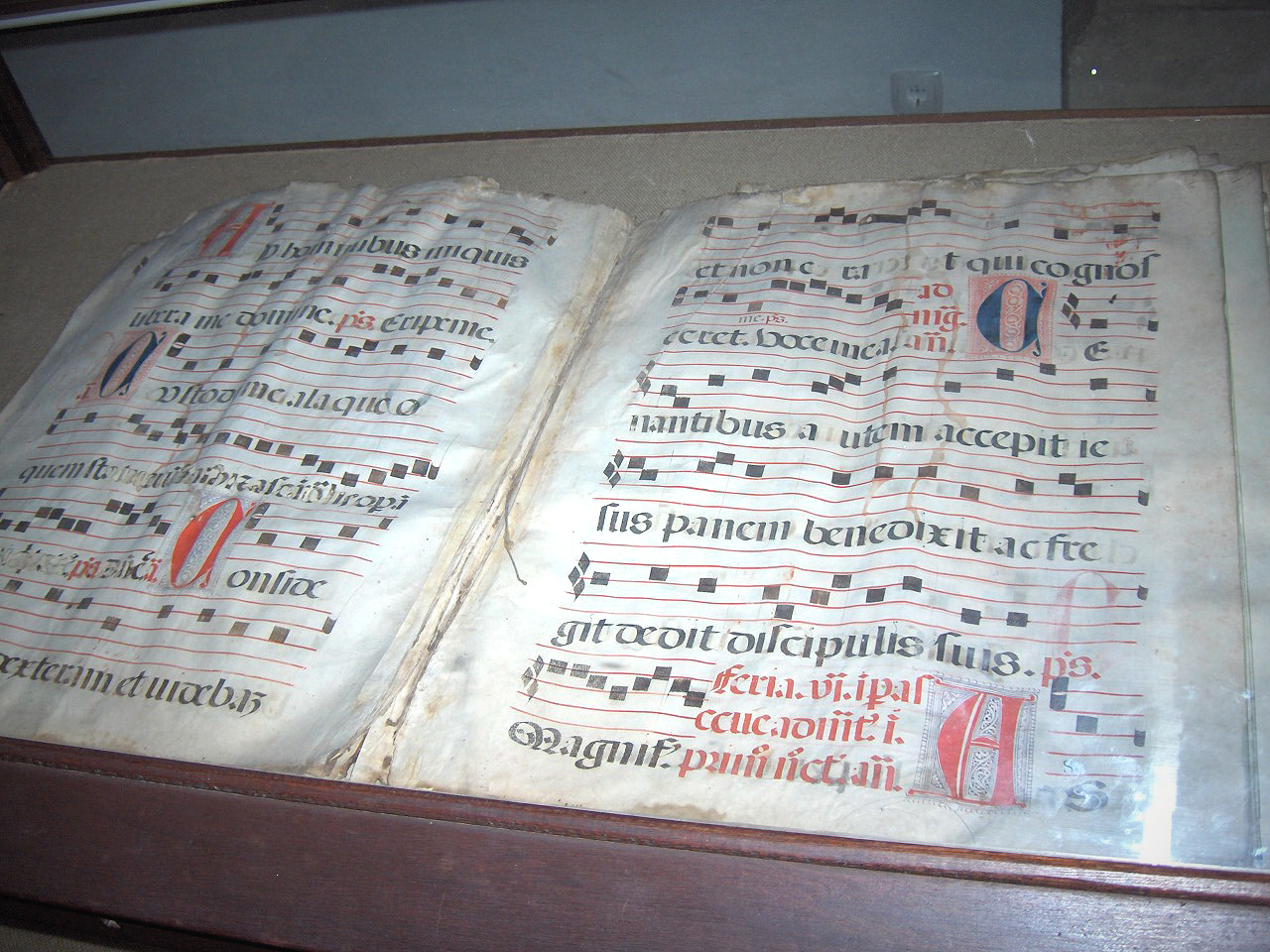
Missaal met gregoriaanse muziek

Divini Cultus Sanctitatem (Latijn voor over de goddelijke eredienst) was een apostolische constitutie uitgevaardigd door paus Pius XI op 20 december 1928 waarin hij de regels met betrekking tot muziek en zang binnen de liturgieviering aanscherpte. Hiermee beoogde de paus de heiligheid van de goddelijke eredienst te waarborgen.
Na in de inleiding de betekenis van de kerkmuziek te hebben onderstreept, verwees Pius XI naar het motu proprio Tra le sollecitudini van zijn voorganger Pius X waarin al in 1903 was opgeroepen tot bepalingen en beperkingen voor de toepassing van kerkmuziek. Zo waren gemengde koren niet toegestaan en ook bepaalde instrumenten (piano en percussie) moesten uit de kerkdienst geweerd worden. Ondanks deze verordeningen had Pius XI geconstateerd, dat deze voorschriften niet overal werden toegepast, waardoor nieuwe en aanvullende bepalingen noodzakelijk waren.

## Voorschriften
1. Gestreefd moest worden naar muziekonderwijs op vroege leeftijd, zodat in een vroeg stadium melodie- en stemvorming gerealiseerd zou worden. Met name voor toekomstige priesters was dit van belang, omdat een grondige kennis van de gregoriaanse zang en gewijde muziek een noodzaak was.
2. Het in de verschillende kerkelijke gebedshuizen aanwezige koorofficie moest weer hersteld worden en zich toeleggen op de naleving van de geldende regels voor de viering van de liturgie.
3. Jongenskoren moesten weer worden opgericht
4. Het gebruik van het orgel als muziekinstrument voldeed; het gebruik van andere instrumenten maakte de opluistering van de mis niet beter.
5. Priesters moesten toezien op het onderwijs van de gregoriaanse zang aan de gelovigen, opdat zij niet passief deelnamen aan de liturgieviering

## Ontwikkelingen
Onder de opvolgers van Pius XI werd ook aandacht besteed aan de functie van zang en muziek binnen de kerkdienst. Hierbij werden regels versoepeld zoals het gebruik van de eigen landstaal en het invoeren van inheemse muziek.
| Document                   | Document           | Document         | Uitgevaardigd door        |
| -------------------------- | ------------------ | ---------------- | ------------------------- |
| Mediator Dei et Hominum    | encycliek          | 20 november 1947 | Pius XII                  |
| Iucunda Laudatio           | apostolische brief | 8 december 1961  | Johannes XXIII            |
| Nobile Subsidium Liturgiae | chirograaf         | 22 november 1963 | Paulus VI                 |
| Sacrosanctum Concilium     | constitutie        | 4 december 1963  | Tweede Vaticaans Concilie |
| Musicam Sacram             | instructie         | 5 maart 1967     | Romeinse Curie            |
| Liturgiam Authenticam      | curiedocument      | 28 maart 2001    | Romeinse Curie            |
| Spiritus et Sponsa         | apostolische brief | 4 december 2003  | Johannes Paulus II        |